# Gottlieb Fredrik Ficker
Gottlieb Fredrik Ficker, född 26 februari 1752, död 8 mars 1840 i Stockholm, var en svensk kontrabasist. Han var medlem i Kungliga Hovkapellet 1781-1820.
Ficker var även verksam som notkopist och avlönades från 1798 som musikbibliotekarie.
Åren 1807-1816 sammanställde Ficker första delen av en katalog  över all kunglig musik 1773-1829.
Katalogen fullbordades senare av violinisten och operabibliotekarien Adolf Fredrik Schwartz.